# Хаслингер, Пол
Пол Хаслингер (англ. Paul Haslinger) — американский композитор австрийского происхождения, специализирующийся на музыке для кинофильмов.

## Биография
Пол Хаслингер родился в Линце (Австрия). После изучения классической музыки в Вене, в 1986 году Хаслингер присоединился к немецкой группе Tangerine Dream. В течение следующих 5 лет он записал в общей сложности 15 альбомов с группой, принял участие в четырёх международных турах, а также записывает несколько саундтреков, в том числе к фильмам «Миля чудес», «Почти полная тьма», и «Стыдливые люди». Саундтрек к фильму режиссёра Яна Никмана Canyon Dreams в 1991 году номинировался на премию Грэмми.
В 1992 году Хаслингер покидает группу и переезжает в Лос-Анджелес. Совместно с участником Tangerine Dream Питером Бауманом (англ.) создаёт проект The Blue Room, для которого они записывают материал, но так и не издают. Впоследствии Хаслингер организует собственную студию в Западном Голливуде под названием The Assembly Room и издаёт три сольных альбома Future Primitive (1994), World Without Rules (1996), и Score (1999).
В 1998 году он был приглашен в команду композитора Грэма Ревелла, где работал в качестве программиста и аранжировщика над саундтреками к фильмам Chinese Box, Переговорщик, Осада, Чёрная дыра, Кокаин и Лара Крофт: Расхитительница гробниц. Именно в это время Хаслингер решил направить свои творческие усилия на озвучивание фильмов и создание фильмов для визуализации музыкальных произведений. После этого он создаёт серию экспериментальных компьютерных графических саундтреков (Planetary Traveler, The Story of Computer Graphics). В 2000 году он дебютирует как самостоятельный автор саундтрека в фильме компании HBO Обманщики, который также был режиссёрским дебютом актёра Джона Стокуэлла. Затем Хаслингер пишет музыку для всех фильмов Стокуэлла.
В 2003 году Хаслингер пишет музыку в фильму Другой мир, который становится самым кассовым фильмом 2003 года. Альбом был издан на студии Lakeshore Records. В 2005 году Пол пишет свой первый саундтрек к компьютерной игре Far Cry Instincts компании Ubisoft, после чего он продолжает работать с разработчиками компьютерных игр и пишет музыку к игре Tom Clancy’s Rainbow Six: Vegas. Также Пол написал score для игры Need For Speed Undercover (2008).
В последние годы композитор работает в тесном сотрудничестве с такими музыкантами как Jon Hassell (англ.), Брайан Уильямс (Lustmord), гитарист Адам Джонс (Tool), Peter Maunu, ливанский музыкант AJ Racy, певцы Sussan Deyhim, Nona Hendryx и Lori Carson. Эти музыканты приняли участие в создании музыки для сериала Узнай врага, которая номинировалась на премию Эмми в 2006 году.
Музыка Пола Хаслингера представляет собой смесь классической оркестровой традиции с современной рок- и электронной музыкой от эмбиента до прогрессивного рока и индастриала.

## Сотрудничество
- Brian Williams (Lustmord)
- Бен Фрост
- Грэм Ревелл
- Роберт Рич
- Джастин Мелдал-Джонсен
- Steve Tavaglione
- Joey Waronker
- Jason Falkner
- Jon Hassell
- Adam Jones
- Nona Hendryx
- Sussan Deyhim
- AJ Racy
- Pete Maunu
- Diego Stocco
- Charlie Campagna
- Lori Carson
- Edwin Wendler
- Bernard Locker
- Mike Kumagai
- Jason Jones
- Ron McLeod
- Joeseph Williams
- Bart Hendrickson
- Alex Kharlamov
- Loren Nerell

## Дискография

### Совместная работа

#### Tangerine Dream
- Vault IV (2004)
- Zoning (OST, 1996)
- Catch Me If You Can (OST, 1994)
- Deadly Care (OST, 1992)
- L’Affaire Wallraff (The Man Inside) (OST, 1991)
- Canyon Dreams (OST, 1991)
- Dead Solid Perfect (OST, 1990)
- Melrose (1990)
- Destination Berlin (1989)
- Lily on the Beach (1989)
- Miracle Mile (1988)
- Optical Race (1988)
- Livemiles (1988)
- Shy People (OST, 1987)
- Three O'Clock High (OST, 1987)
- Near Dark (OST, 1987)
- Tyger (1987)
- Underwater Sunlight (1986)

#### С Питером Бауманном и Джоном Бакстером
- Blue Room (Promo Cassette — 1992)

#### Coma Virus
- Hidden (1997)

#### СГрэмом Ревеллом
- Лара Крофт: Расхитительница гробниц (OST, 2001)
- Красная планета (OST, 2000)
- Осада (OST, 1998)
- Переговорщик (1998)
- Phoenix (OST, 1998)
- The Chinese Box (OST, 1997)

#### Lightwave
- Bleue Comme Une Orange (2004)
- Caryotype (2002)
- A Collection (промо CD — 1999)
- Mundis Subterraneus (1995)
- Made to Measure (кассета — 1994)
- Tycho Brahe (1993)
- Structure Trilogy (кассета — 1991)

### Сольные работы

#### Фильмы
- Обитель зла: Последняя глава (2016)
- Другой мир: Пробуждение (2012)
- Мушкетёры (2011)
- Смертельная гонка 2: Франкенштейн жив (2010)
- Мальчики-налётчики (2010)
- Жизнь за гранью (2009)
- Другой мир: Восстание ликанов (2009)
- While She Was Out (2008)
- Смертельная гонка (2008)
- Выпускной (2008)
- Пристрели их (2007)
- Gardener of Eden (2007)
- Вакансия на жертву (2007)
- Узнай врага (2006)
- Туристас (2006)
- Адреналин (2006)
- Добро пожаловать в рай! (2005)
- Sleeper Cell I: The Enemy Is Here (2005)
- Соседка (2004)
- Другой мир (2003)
- Добейся успеха вновь (2003)
- Голубая волна (2002)
- Безумная и прекрасная (2001)
- Dharmok’s Gate (2000)
- Обманщики (2000)
- Story of Computer Graphics (1999)
- Planetary Traveler (1997)

#### Видеоигры
- Tom Clancy’s Rainbow Six: Siege (2015)
- X-Men Origins: Wolverine (2009)
- Need for Speed: Undercover (2008)
- Tom Clancy’s Rainbow Six: Vegas 2 (2008)
- Tom Clancy’s Rainbow Six: Vegas (2006)
- N’Vidia — оригинальная музыка для Electronic Entertainment Expo (2006)
- Far Cry Instincts: Evolution (2006)
- Far Cry Instincts (2005)